# Guglielmo Ebreo da Pesaro

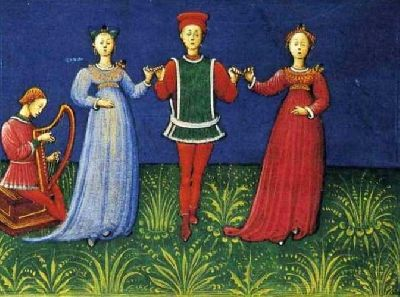
«Contradanza». Miniatura del tratado de Ebreo conservado en la Biblioteca Nacional de París.

Guglielmo Ebreo da Pesaro (c. 1420 - c. 1484) fue un maestro de danza, coreógrafo, teórico de la danza y compositor del Renacimiento italiano. De confesión judía, se convirtió al catolicismo en 1460 y cambió su nombre por el de Giovanni Ambrosio, aunque ha pasado a la historia con su nombre anterior, con el que firmó sus obras.

## Biografía
Fue alumno y discípulo de Domenico da Piacenza (maestro de danza y autor del primer tratado sobre este arte: De arte saltandi et choreas ducendi). Guglielmo Ebreo no sólo difundió el nuevo arte de la danza cortesana, sino que él mismo participó activamente en la creación de los gestos y las posturas que caracterizarán la danza cortesana europea durante los dos siglos siguientes.

## TratadoDe pratica seu arte tripudii vulgare opusculum
El propio Guglielmo Ebreo escribió hacia 1463 un importante tratado sobre danza: De pratica seu arte tripudii vulgare opusculum, que circuló por casi todas las cortes de Italia en distintas redacciones manuscritas, personalizadas para cada comitente. Tras una primera parte teórica, la obra tiene otra práctica, con forma de diálogo entre un maestro y su alumno y concluye con una descripción de distintos balli compuestos por él mismo y por Domenico da Piacenza. Entre las distintas danzas que describe, se encuentran la piva (nombre que se da en Italia a una clase de gaita, del que procede el nombre del baile), el salterello (danza popular de compás ternario, muy alegre, también llamada saltarello), el passo doppio (de compás cuaternario) y la bassa danza nobile e misurata (bajadanza, danza muy solemne y lenta): esta última ha quedado como característica del baile cortesano del siglo XV.
En su tratado Guglielmo Ebreo sostuvo que las bases de la danza son seis:
- medida
- memoria
- reparto del terreno
- ligereza (aiere)
- estilo (maniera)
- movimiento corpóreo

## Danzas cortesanas
Guglielmo trabajó durante un tiempo para la corte de Lorenzo de Médici (en la que también trabajaba su hermano Giuseppe Ebreo). Con Guglielmo la danza se convierte en símbolo de la divina armonía cósmica, idea emanada de la filosofía neoplatónica del círculo intelectual de Marsilio Ficino. Un ejemplo de esto se encuentra en el Balletto in due de su tratado De pratica... Para simbolizar el orden y la concordia que (idealmente) reinaban en la corte creó el Ballo Amoroso, una danza de movimientos mesurados con los que quería denotar la dignidad y el prestigio de tal corte.

## Conversión al cristianismo
Su mecenas y amigo Alessandro Sforza (señor de Pésaro y hermano de Francesco Sforza) convenció a Guglielmo para que se convirtiera al cristianismo. Alessandro Sforza era un hombre muy religioso, pero quizá también influyó en Guglielmo la posibilidad de acceder a la dignidad de caballero (como sucedió, consiguiendo la Espuela de Oro, como su maestro Domenico da Piacenza). Entre 1463 y 1465 se bautizó y adoptó el nombre de Giovanni Ambrogio. En honor de Ginevra, hija de Alessandro Sforza, Guglielmo compuso una Bassadanza in due.
En 1465 se trasladó a Milán, donde se encargó de los festejos por la boda de Eleonora d'Aragona con el duque de Bari.

## Obras musicales
- Otto bassedanze di M. Guglielmo de Pesaro e de M. Domenico da Ferrara
- La bassa Castiglia – Falla con misuras (La Spagna,1487). Ms. Q16. Museo Cívico Bibliografico Musicale, Bolonia.